# Black Fantasy
Pour plus de détails, voir Fiche technique et Distribution.
Black Fantasy est un film américain réalisé par Lionel Rogosin, sorti en 1972.

## Fiche technique
- Titre français : Black Fantasy
- Réalisation : Lionel Rogosin
- Pays d'origine : États-Unis
- Format : Couleurs - 35 mm - Mono
- Genre : documentaire
- Durée : 78 minutes
- Date de sortie : 1972

## Distribution
- Jim Collier : lui-même
- Ellie Fiscalini : lui-même
- Elena Hall : lui-même
- Hollis Hanson : lui-même